# Al-Mudschadala
Al-Mudschadala (arabisch المجادلة al-Muǧādala ‚Der Streit‘) ist die 58. Sure des Korans, sie enthält 22 Verse. Sie wurde in Medina verkündet, der Titel bezieht sich auf den ersten Vers. 
Die ersten vier Verse schlichten einen Streitpunkt im Zusammenhang mit dem „Rückenspruch“ – die Formel „Du sollst mir wie der Rücken meiner Mutter sein“ wurde in der altarabischen Gesellschaft von Männern ausgesprochen, die sich von ihren Frauen scheiden lassen wollten. Die übrigen Verse sind in einer Lage entstanden, in der Oppositionelle und Heuchler Unruhe in den Reihen der Gemeinde stifteten. Man kann hierbei an die Zeit nach der Niederlage in der Schlacht von Uhud im Jahre 625 bzw. an die Grabenschlacht von 627 denken. In diesem Zusammenhang wird in Vers 7–10 vor „vertraulichen Gesprächen“ gewarnt, bei denen es um „Sünde, Übertretung und Ungehorsam gegen den Gesandten“ geht. Solche vertraulichen Gespräche „sind vom Satan.“ Die Forderung in Vers 12, vor einem vertraulichen Gespräch mit dem Propheten ein Almosen zu geben, wird im nächsten Vers wieder zurückgezogen. Im Vers 19 erscheint der Begriff Ḥizb asch-Schaiṭān / حزب الشيطان / ‚Partei des Satans‘ und im Vers 22 erscheint der Begriff حزب الله / Ḥizb Allāh im Sinne von „Partei Gottes“, das sind die Gläubigen, denen Gott nach dem Tod das Paradies verspricht.